# Euproctis convergens
Euproctis convergens är en fjärilsart som beskrevs av George Thomas Bethune-Baker 1911. Euproctis convergens ingår i släktet Euproctis och familjen tofsspinnare. Inga underarter finns listade i Catalogue of Life.